# Henry Ellenson
Henry John Ellenson (Rice Lake, 13 gennaio 1997) è un cestista statunitense.

## Carriera

### NBA (2016-2021)

#### Detroit Pistons (2016-2019)
Si rese eleggibile, all'età di 19 anni, per il Draft NBA 2016, che si svolse al Barclays Center di Brooklyn il 23 giugno, durante il quale venne selezionato al primo giro come diciottesima scelta assoluta dai Detroit Pistons. Durante la stagione Ellenson non trovò molto spazio, venendo assegnato spesso in D-League ai Grand Rapids Drive, e giocando quasi solo i garbage-time. Trovò più spazio sul finire di stagione (in cui i Pistons non arrivarono ai playoffs), partendo titolare per la prima volta l'8 aprile 2017 nella gara che i Pistons vinsero per 114-109 in trasferta contro gli Houston Rockets, sfoggiando una grande prestazione con una doppia-doppia (la prima della sua carriera NBA) da 15 punti e 11 rimbalzi in 25 minuti (in cui mise a referto anche 1 stoppata). Esattamente 5 giorni dopo, nella gara conclusiva della stagione persa per 113-109 a Orlando contro i locali Magic, Ellenson segnò 12 punti.
Tuttavia nei due anni successivi di militanza in Michigan non trovò molto spazio né con Stan Van Gundy né con Dwane Casey, venendo tagliato il 9 febbraio 2019.

#### New York Knicks (2019)
Il 20 febbraio 2019 siglò un contratto di 10 giorni con i New York Knicks. Al termine del primo contratto, viste le prestazioni convincenti, firmò con i Knicks sino alla fine della stagione.

#### Brooklyn Nets (2019-2020)
Il 15 luglio 2019 firmò un two-way contract con i Brooklyn Nets.

## Statistiche

### College
| Anno      | Squadra             | PG | PT | MP   | TC%  | 3P%  | TL%  | RP  | AP  | PRP | SP  | PP   |
| --------- | ------------------- | -- | -- | ---- | ---- | ---- | ---- | --- | --- | --- | --- | ---- |
| 2015-2016 | Marquette G. Eagles | 33 | 33 | 33,5 | 44,6 | 28,8 | 74,9 | 9,7 | 1,8 | 0,8 | 1,5 | 17,0 |
| Carriera  | Carriera            | 33 | 33 | 33,5 | 44,6 | 28,8 | 74,9 | 9,7 | 1,8 | 0,8 | 1,5 | 17,0 |

#### Massimi in carriera
- Massimo di punti: 32 vs Butler (30 gennaio 2016)[8]
- Massimo di rimbalzi: 18 vs St. John's (23 gennaio 2016)
- Massimo di assist: 5 (2 volte)
- Massimo di palle rubate: 3 vs Providence (5 gennaio 2016)
- Massimo di stoppate: 6 vs Butler (30 gennaio 2016)
- Massimo di minuti giocati: 48 vs Providence (10 febbraio 2016)

### NBA

#### Regular Season
| Anno      | Squadra         | PG | PT | MP   | TC%  | 3P%  | TL%  | RP  | AP  | PRP | SP  | PP  |
| --------- | --------------- | -- | -- | ---- | ---- | ---- | ---- | --- | --- | --- | --- | --- |
| 2016-2017 | Detroit Pistons | 19 | 2  | 7,7  | 35,9 | 29,4 | 50,0 | 2,2 | 0,4 | 0,1 | 0,1 | 3,2 |
| 2017-2018 | Detroit Pistons | 38 | 0  | 8,7  | 36,3 | 33,3 | 86,2 | 2,1 | 0,5 | 0,1 | 0,0 | 4,0 |
| 2018-2019 | Detroit Pistons | 2  | 0  | 12,5 | 40,0 | 50,0 | 100  | 4,5 | 0,5 | 0,0 | 0,0 | 6,0 |
| 2018-2019 | N.Y. Knicks     | 17 | 0  | 13,8 | 41,2 | 44,1 | 73,9 | 3,4 | 0,9 | 0,4 | 0,1 | 6,0 |
| 2019-2020 | Brooklyn Nets   | 5  | 0  | 3,0  | 14,3 | 0,0  | -    | 1,2 | 0,2 | 0,0 | 0,0 | 0,4 |
| 2020-2021 | Toronto Raptors | 2  | 0  | 19,0 | 35,7 | 22,2 | 75,0 | 6,0 | 2,5 | 0,0 | 0,0 | 7,5 |
| Carriera  | Carriera        | 83 | 2  | 9,5  | 37,1 | 33,6 | 77,3 | 2,5 | 0,6 | 0,2 | 0,0 | 4,1 |

#### Massimi in carriera
- Massimo di punti: 17 vs Memphis Grizzlies (8 aprile 2018)[9]
- Massimo di rimbalzi: 11 vs Houston Rockets (7 aprile 2017)
- Massimo di assist: 5 (2 volte)
- Massimo di palle rubate: 2 vs Orlando Magic (26 febbraio 2019)
- Massimo di stoppate: 2 vs Detroit Pistons (10 aprile 2019)
- Massimo di minuti giocati: 36 vs Orlando Magic (26 febbraio 2019)

### G League
| Anno      | Squadra          | PG | PT | MP   | TC%  | 3P%  | TL%  | RP   | AP  | PRP | SP  | PP   |
| --------- | ---------------- | -- | -- | ---- | ---- | ---- | ---- | ---- | --- | --- | --- | ---- |
| 2016-2017 | G. Rapids Drive  | 21 | 21 | 35,2 | 41,6 | 32,8 | 80,6 | 8,9  | 1,3 | 0,6 | 0,9 | 17,9 |
| 2017-2018 | G. Rapids Drive  | 2  | 2  | 41,3 | 42,1 | 38,9 | 80,0 | 9,5  | 1,0 | 0,5 | 0,5 | 29,5 |
| 2018-2019 | G. Rapids Drive  | 8  | 8  | 32,2 | 40,5 | 34,7 | 84,5 | 11,5 | 2,9 | 0,3 | 0,9 | 19,5 |
| 2019-2020 | Long Island Nets | 10 | 6  | 31,5 | 49,0 | 31,8 | 96,2 | 10,5 | 2,2 | 0,8 | 1,2 | 20,1 |
| 2019-2020 | Raptors 905      | 17 | 17 | 36,4 | 54,5 | 42,6 | 76,8 | 9,2  | 3,5 | 0,4 | 0,8 | 21,8 |
| 2020-2021 | Raptors 905      | 15 | 13 | 30,6 | 49,3 | 42,4 | 88,2 | 8,2  | 2,3 | 0,5 | 0,5 | 21,2 |
| Carriera  | Carriera         | 73 | 67 | 33,9 | 47,0 | 37,8 | 82,8 | 9,3  | 2,3 | 0,5 | 0,8 | 20,3 |

### Eurocup
| Anno      | Squadra           | PG | PT | MP   | TC%  | 3P%  | TL%  | RP  | AP  | PRP | SP  | PP  |
| --------- | ----------------- | -- | -- | ---- | ---- | ---- | ---- | --- | --- | --- | --- | --- |
| 2022-2023 | Joventut Badalona | 20 | 12 | 21,3 | 50,4 | 36,4 | 80,0 | 3,8 | 0,8 | 0,4 | 0,2 | 9,7 |
| Carriera  | Carriera          | 20 | 12 | 21,3 | 50,4 | 36,4 | 80,0 | 3,8 | 0,8 | 0,4 | 0,2 | 9,7 |

## Palmarès
- McDonald's All-American (2015)